# Блювштейн Софія Іванівна
Софія Іванівна (Шейндля-Сура Лейбівна) Блювштейн (до шлюбу Соломоняк, рос. Софья Ивановна Блювштейн; 1846, Повонзки, Варшава — 1902, пост Олександрівський, о. Сахалін) — російська злочинниця-авантюристка єврейського походження, відома під прізвиськом «Сонька Золота Ручка».

## Біографія
Точних відомостей про життя Софії (Соні) Соломоняк немає, оскільки власний життєпис вона значною мірою фальсифікувала. За офіційними судовими документами, вона народилася у містечку Повонзки Варшавської губернії в 1846 році. Проте при хрещенні за православним обрядом у 1899 році вона вказала місцем і датою народження місто Варшаву та 1851 рік. Здобула освіту, знала кілька іноземних мов. Мала дар артистизму і театрального перетворення.
Була одружена кілька разів; останнім офіційним чоловіком був картярський шулер Михайло (Міхель) Якович Блювштейн, від якого вона мала двох доньок. 
Займалася крадіжками та шахрайствами, які набули відомості завдяки авантюрному характеру, схильності до містифікацій і театральній зміні образів аферистки. Серед прізвищ, які вона використовувала протягом життя, були Розенбад, Рубінштейн, Школьник і Брінер (або Бренер) — прізвища її чоловіків.
У 1860-1870-х роках займалася злочинною діяльністю у великих російських містах та в Європі. Неодноразово затримувалась поліцією різних держав, проте без серйозних наслідків.
10 грудня 1885 року в Смоленську разом із донькою Софія була схоплена поліцією. За великі крадіжки та шахрайство її було засуджено до трьох років каторжних робіт і сорока ударів батогом.
В 1890 році вона зустрілася з Антоном Чеховим, коли її утримували в одиночній камері. Пізніше він писав про це у своїй книзі «Остров Сахалін».

## Діти
Відомо про трьох дочок Софії Блювштейн та сина:
- Сура-Рівка Ісааківна (до шлюбу Розенбад) (нар. 1865 р.) — покинута матір'ю, залишилася під опікою батька, Ісаака Розенбада, в м. Повонзки Варшавської губернії, доля невідома.
- Табба Михайлівна (до шлюбу Блювштейн) (нар. 1875) — акторка оперети в Москві.
- Міхеліна Михайлівна (до шлюбу Блювштейн) (нар. 1879) — акторка оперети в Москві.